# バハラーム6世
バハラーム・チョービン （ペルシア語：بهرام چوبین、パフラヴィー語(pal)：𐭥𐭫𐭧𐭫𐭠𐭭（ヴァフラーム・チョービーン）、生没年：不明〜591年）はサーサーン朝のシャーハンシャー。「光明神ミスラの僕（しもべ）」を意味するメフルバンダク（Mehrbandak）の渾名でも知られる。パルティア系貴族ミフラーン家の出身であり、即位する以前には北部の軍司令官（スパーフベド）を務めた。のちに王位を僭称し、初めてのサーサーン家出身でないシャーハンシャー、バハラーム6世（pal:ヴァフラーム6世）として国内を短期間統治した（在位：590年〜591年）。
バハラームはバハラーム・グシュナスプの息子で、パルティア系貴族のミフラーン家出身。役職としては、レイ（レイイ）の統治者から始まり、東ローマ・サーサーン戦争でのダラの要塞の攻略の功によって、北西部の軍司令官（スパーフベド）に昇進した。588年の大規模なエフタルと突厥による侵略の中で、彼はホラーサーンのスパーフベドに任じられ、その結果サーサーン朝に決定的な勝利をもたらした。
バハラームは家格、性格、才能、実績が相まって、帝国内で高い地位を確立した。サーサーン朝の王ホルミズド4世（pal:オフルマズド4世）はこれに不信感を抱き、指揮権を剥奪した。バハラームはホルミズド4世に対して、「アルサケス朝（pal:アルシャク朝）の復活」を大義名分に掲げて反旗を翻した。反乱の中でバハラームは自身をゾロアスター教の救世主になぞらえた。バハラームの反乱軍が首都クテシフォン（pal:テースィフォーン）に向かう最中、反ホルミズド派閥を率いるイスパフベダーン家（アスパーフバド家）のヴィスタム（pal:ヴィスターフム）・ヴィンドゥーヤ兄弟によってホルミズドは暗殺され、ホルミズドの息子シェーローエがホスロー2世として即位したが、バハラームがクテシフォンに到着すると、ホスローは東ローマ帝国に亡命した。東ローマ帝国のバックアップを得たホスローは、バハラームに対して軍事行動を起こし、バハラームは敗北を喫し西突厥へ亡命した。まもなくバハラームは復位したホスロー2世が放った刺客により暗殺される。
バハラーム・チョービンの生涯とその勇姿はイスラーム教徒のペルシア征服後も、理想的騎士としてイランの民族主義者に語り継がれ、「バハラーム・チョービン・ナーマ（pal:ヴァフラーム・チョービーン・ナーマグ、バハラーム・チョービンの書）」を始めとするペルシア文学作品にも描かれている。

## 名前
バハラーム6世が生きたサーサーン朝時代には中期ペルシア語が用いられているため本項では、中期ペルシア語表記を主とした。君主名など新ペルシア語表記で呼ばれることが一般的（シャープールなど）と判断したものに関しては新ペルシア語表記（初出に限り、『pal:中期ペルシア語表記』と中期ペルシア語表記を併記する）、地名に関しては主に一般的呼称（クテシフォンなど）を使用した。また、中期ペルシア語表記は原則、青木『ペルシア帝国』を参考にした。
テオフォリックネームである「Bahram（バハラーム）」はアヴェスター語で勝利の神ウルスラグナを意味する。バハラームは新ペルシア語での綴であり、古代ペルシア語では「Vṛθragna」、パフラヴィー語（中期ペルシア語）では「Warahrān（ワラフラーン、ワルフラーン）」または「Wahrām」とつづられる。パルティア語ではWarθagnと綴る。またチョービン（pal:チョービーン）は「投げ槍のような、木製の棒」を意味し、バハラームの背が高く細身な体型に由来して付けられている。著名なペルシア文学家フィルドゥシーは、シャー・ナーメの作中でバハラームを「背が高い、黒い巻き毛（カーリーヘア）で色黒な戦士」と表現している。その他の言語でもバハラーム・チョービンの名は記されており、ギリシア語ではBaram Č‛ubin[i]、アルメニア語ではVahram Ch’obinとなる。ラテン語ではVararanes、またギリシア語ではテオフィラクトス・シモカテスがBaram（Βαράμ）、ヨハネス・ゾナラスはBaramos（Βάραμος）と記述している。

## 背景
バハラームは、七大貴族の一つに数えられるパルティア系の有力貴族ミフラーン家出身である。ミフラーン家は現在のイランの首都テヘランの南に位置するレイ（レイイ）を根拠地としていた。ミフラーン家のグシュナスプ・ミフラーンはヤズデギルド2世（pal:ヤザドギルド2世）の没後、後継争いに際して、ペーローズ1世を擁立した。ヤズデギルド2世の統治下で権勢を張り、ホルミズド3世（pal:オフルマズド3世）を擁立したスーレーン家勢力を破ると、ペーローズ1世を即位させサーサーン朝の実権を握った。しかし、ペーローズ1世は対エフタル戦役で戦死し、おそらくミフラーン家の重鎮たちが大勢戦死し、その影響もあってかミフラーン家は一旦衰退し、実権はカーレーン家に戻った。
ホスロー1世の治世下（在位：531年〜579年）において、軍制改革の一環としてサーサーン朝を東西南北4つの軍管区に分割し、それぞれに軍司令官（スパーフベド）を置き、パルティア系貴族を登用した。祖父のゴーローン・ミフラーンはアルメニアのマルズバーン（辺境伯に近い、辺境の州の将軍を指す役職）や、北部の軍司令官を務めた。父のバハラーム・グシュナスプも同様に北部の軍司令官を務め、東ローマ帝国と戦い、イエメンへの戦役にも従軍して、イエメンの首都サヌアを奪還しサーサーン朝の衛星国としている。このイエメン戦役にかけて、ミフラーン家は北部軍管区の兵を私有化し、軍事力を強めた。また、ホスロー1世の治世後半には、ミフラーン家出身の貴族が宰相となり、ミフラーン家が再び政治・軍事両面においてサーサーン朝の実権を握った。
バハラームの兄弟姉妹には兄のゴルデュヤ（Gorduya）、ゴルディヤ、マルダンスィーナー（Mardansina）の3人の名前が記録されている。

## 台頭

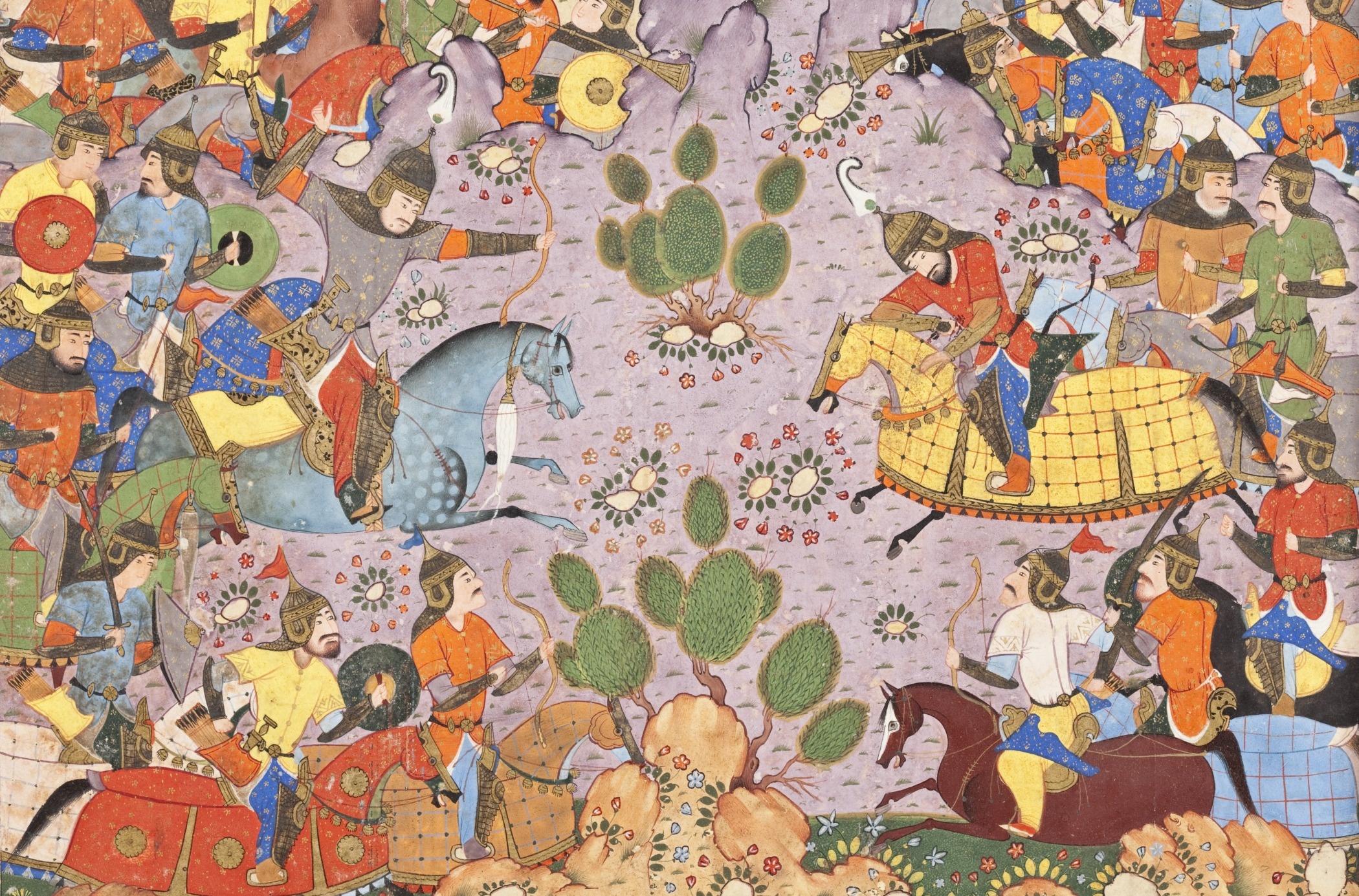
西突厥の可汗、葉護可汗（ヤブク・カガン）と戦うバハラーム（シャー・ナーメの挿絵より）

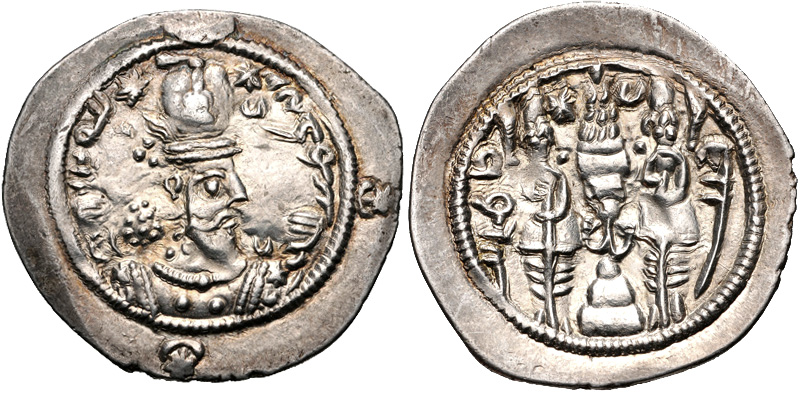
ホルミズド4世（在位：579年〜590年）のドラクマ硬貨

バハラームの経歴はレイのマルズバーン（辺境地域の総督）から始まった。当時のサーサーン朝はホスロー1世の統治下で、ユスティニアヌス1世率いる東ローマ帝国と一進一退の攻防を繰り返しながら、ともに最盛期を迎えていた。572年、東ローマ帝国のメソポタミアにおける重要拠点、ダラの要塞を包囲した。この包囲戦でバハラームは騎兵隊を率い、4ヶ月に渡る包囲戦の結果サーサーン朝が要塞を攻略した。この戦功により、アゼルバイジャンやメディア地方の軍事力を掌握する、北部の軍司令官（スパーフベド）に昇進した。スパーフベドに就任してからも、北メソポタミアを巡る東ローマ帝国との戦争（東ローマ・サーサーン戦争 (572年-591年)）に参戦している。588年、突厥の可汗、葉護可汗（ヤブグ・カガン）は家臣となったエフタルを引き連れて、アムダリヤ川の南部の領土に侵攻した（第1次ペルソ・テュルク戦争）。バルフのサーサーン朝軍を敗走させると、さらにタールカーン、バードギース、ヘラート等の諸都市に侵攻した。
サーサーン朝陣営の軍議で、バハラームは討伐軍の指揮官に選出され、ホラーサーンの総督に相当する役職を与えられた。バハラームは、1万2千の精鋭から成る騎兵隊を率いて戦った。その軍勢の中には戦象やダイラム系の歩兵もみられた。588年4月、バハラーム軍は突厥とエフタルの連合軍を奇襲した（ヒュルカニアン・ロック（Hyrcanian rock）の戦い）。この戦いの中で、バハラームは突厥の可汗・葉護可汗を射殺したとされている。さらに589年には、バルフを奪還し、突厥の財宝や黄金の玉座を奪った。さらにアムダリヤ川を渡河して、突厥軍を追撃した。ブハラ近郊のBaykand（バイカンド）まで追撃し、葉護可汗の息子Birmudhaを捕虜として首都クテシフォンに送還した。Birmudhaを、ホルミズド4世（pal:オフルマズド4世、在位：579年〜590年）は歓迎して迎え入れた。のちにトランスオクサシナへ送り返すよう命令すると、バハラームの所へ戻ってきた。この戦争でサーサーン朝はタシュケントやサマルカンドを始めとするソグディアナ諸都市を支配し、ホルミズドは硬貨を鋳造している。
第1次ペルソ・テュルク戦争で大勝利を収めたあと、遊牧民（ハザールとされている）の侵入に対応するために、コーカサスに派遣され、勝利している。さらに対東ローマ帝国戦争の指揮官に抜擢され、ジョージアで東ローマ帝国軍を打ち破った。しかし、アラス川の辺で、小規模であるものの、東ローマ帝国軍に敗北した。かねてよりバハラームの活躍をよく思っていなかったホルミズド4世は、この敗戦を口実にバハラームを要職から解き、さらに彼を辱めた。
この少し前まで、宮廷ではホルミズド4世が粛清を行っており、ミフラーン家出身の大宰相イーザド・グシュナスプ・ミフラーンを始めとして、ホスロー1世が重用していた家臣たちを処刑していた。パルティア系貴族にも粛清は及び、カーレーン家出身の、東の軍司令官Zarmihr Karen（チフルブルゼーン・カーレーン）や、イスパフベダーン家出身で義理の父にあたるシャープール・アスパーフバド（pal:シャーブフル・イスパフベダーン）も処刑されている。バハラームは中央アジア遠征の最中であったことから、この時には粛清を免れている。
他の資料によれば、バハラームは突厥に対する勝利等から、貴族たちの妬みを買うようになったと指摘している。ホルミズド4世の宰相、アゼン・グシュナスプ（アードゥル・グシュナスプか）もその一人で、バハラームは戦利品の大半を横領し、ホルミズドの下にはわずかしか送っていないと非難した。またさらに別の資料によれば、Birmudha（ヤブグ・カガンの息子）や他の貴族がその噂を流したとされる。いずれにせよ、ホルミズドはバハラームの名声の高まりを危惧し、戦利品を横領していたとして、要職から解いた。この際に、ホルミズドは「女のように恩知らずで卑しい奴隷」であることを示唆する鎖と紡錘、さらに女の衣服を送りつけている。この仕打ちに対してバハラームは遂にホルミズドに対する反乱を起こすことを決意した。サーサーン朝研究を創始したテオドール・ネルデケは、1879年に東ローマ帝国に敗れたために反乱を起こしたという説を提唱したが、その10年後にバハラームの反乱は、彼が東部（中央アジア方面）に遠征していた時に起こったことを確証付ける資料が発見され、その説は否定されている。

## 反乱

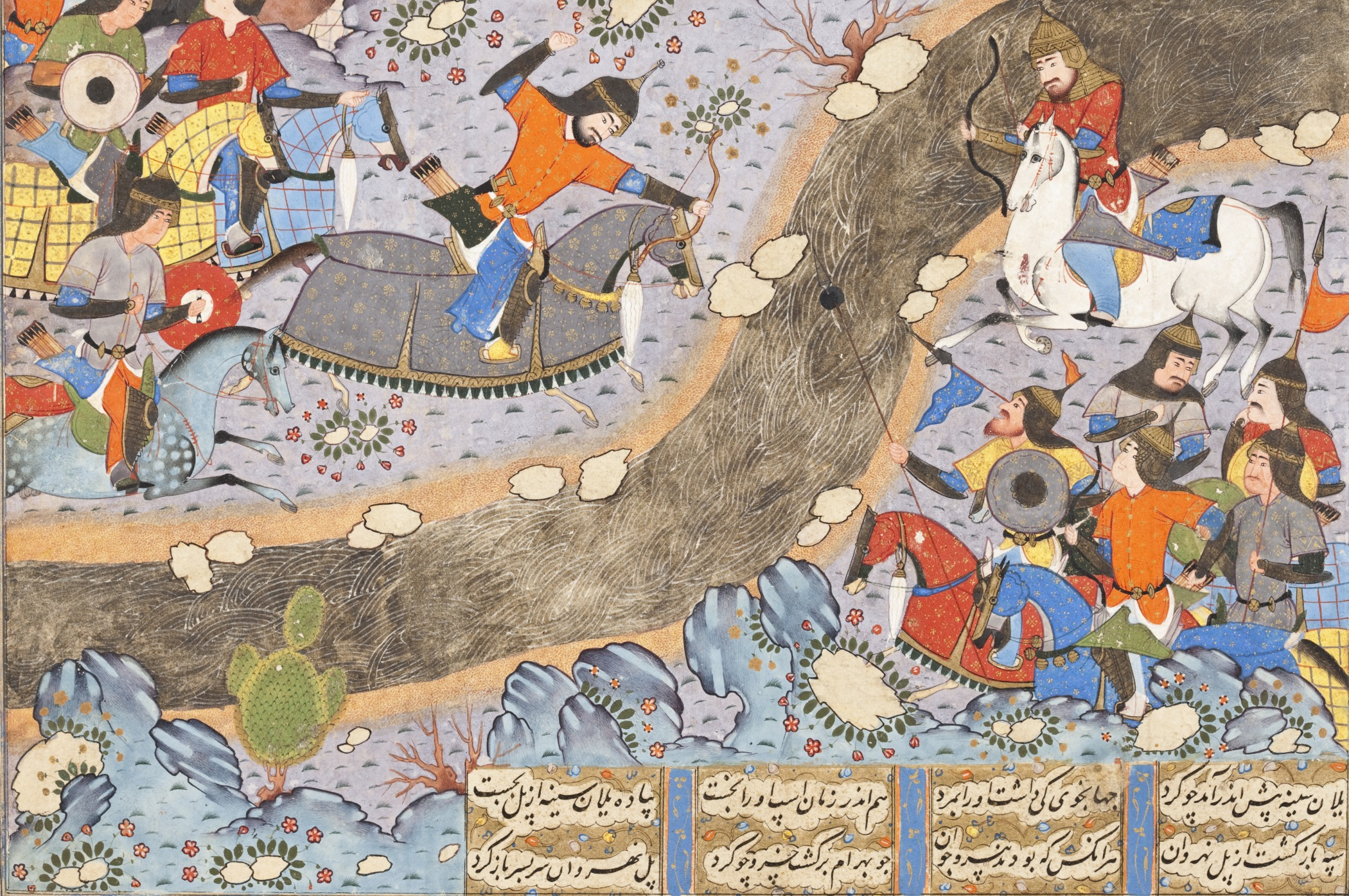
ナフラワーン運河で、バハラーム・チョービンがホスロー2世支持者に夜襲を仕掛ける場面

ホルミズド4世の仕打ちに憤慨したバハラームは反乱を起こした。バハラームは、その身分に加えて優れた軍事知識を兼ね備えていたため、彼の配下の兵士たちのみならず、多くの人々が反乱に加わった。

### バハラームと終末論
バハラームは自身の正当性をゾロアスター教の終末論に依った。ゾロアスター教は宇宙を12000年周期と捉え、そのうち3000年ずつ4つの期間に分類している。宇宙の始まりから9000年後にゾロアスターが誕生し、その後にも1000年おきに、3人の救世主が誕生するとされていた。実際にサーサーン朝期には、ゾロアスターはセレウコス朝期（紀元前312年成立）の人物とみなされていて、バハラームの生きた時代はちょうどゾロアスターの死後1000年にあたっていた。ローマやエフタル、フンによる戦乱により世界は混沌に見舞われてこそいるが、ゾロアスター教徒は今こそ救世主が現れると信じていた。バハラームは多くのゾロアスター教徒に、約束された1人目の救世主「カイ・バハラーム・ヴァルジャーヴァンド」（Kay Bahram Varjavand）とみなされた。バハラームはアルサケス朝を再建することで、新たな千年紀を始めることを試みた。
なお、ホスロー2世がバハラーム6世を破ると、ホスロー2世は「アパルヴェーズ」（勝利者）の称号を名乗った。ホスロー2世はバハラーム6世が利用した終末論を、「千年紀の終わりに、卑しい王位僭称者が到来し、王位を簒奪するであろう。しかし、すぐに姿を消し、ローマから多くの都市を奪う「勝利者」によって平和と繁栄がもたらされる」と内容を変えて宣伝させた。
ホラーサーンに新しい領主を据えると、クテシフォンへ進軍した。大宰相アードゥル・グシュナスプは反乱鎮圧軍として派遣されたが、その道中ハマダーンで配下の将軍Zadesprasに暗殺され、反乱軍は霧消した。またSarames the Elderも鎮圧軍として派遣されたが、バハラームによって撃退され戦象に踏み殺された。

### 王都でのクーデター
ホルミズドはイスパフベダーン家のヴィンドゥーヤ・ヴィスタム兄弟との関係を修復しようとしていたが、彼らも父シャープールを処刑したホルミズドを嫌っていた。ホルミズドはヴィンドゥーヤを投獄し、ヴィスタムはなんとか逃れることができた。しばらくして、二人はクーデターを決行し、ホルミズドの目を潰した上で、廃位した。彼らは投獄されていたホルミズドの長男かつ自分たちの甥にあたるシェーローエを解放し、590年6月27日、ホスロー2世として即位させた。ホルミズドはすぐに殺されたが、ホルミズドへの復讐という旗印を変えずに、バハラームはクテシフォンへの進軍を続けた。
ホスローはアメとムチの態度を取り、バハラームに対して自身の正統な王権を主張する書状を送った。
諸王の王かつ支配者の支配者、民衆の主、平和の王、人々の救世主、神々の中では善良で永遠に生きる人間、人間の中では最も尊敬される神、非常に高名な者、勝者、太陽とともに昇り夜に視力を貸し与える者、祖先から名声を与えられた者、憎悪する王、ホスローより、

サーサーン朝と交戦し、エーラーン帝国に我らの王権を保持した恩人＿＿エーラーンの将軍にして我らの友バハラームへ

私たちは合法的に王位を継承し、エーラーンの慣習を覆していない。私たちは強く王冠を手放さないと決意していて、もし可能であれば、他の世界でさえも支配することを望んでいた。もし貴方が自身の幸福を望むならば、何をすべきか考えるべきであろう。
バハラームはこの警告を無視した。また、ホスローは最高軍司令官の役職を復活させて提供すると、バハラームに打診しているが相手にされなかった。クテシフォン近郊のナフラワーン運河でホスロー陣営と戦った。ホスロー陣営は数で大きく劣勢であったものの、数度の衝突を経てなんとかバハラーム軍を食い止めた。しかし、ホスローの軍は次第に士気を失い、バハラーム軍に敗北した。この際に、ヴィンドゥーヤは捨て身で奮闘し、ホスローの身代わりとなってバハラームの捕虜になった。その後、ホスローは叔父や妻、30人の貴族の従者とともに東ローマ帝国領に逃亡し、バハラームは帝都クテシフォンを占領した。

## 治世

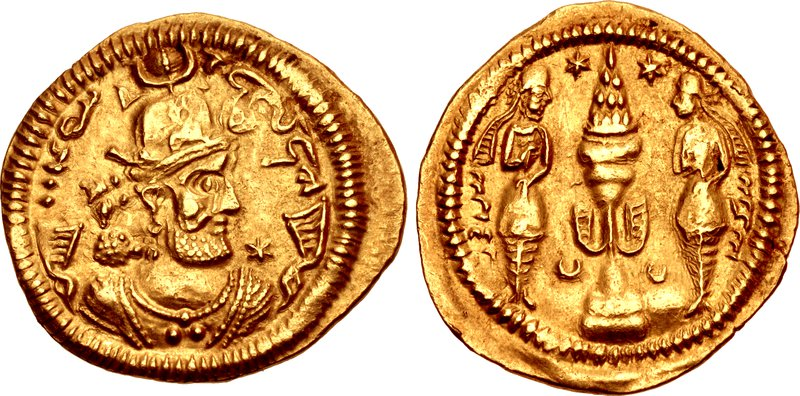
スサで鋳造されたバハラーム6世のディナール金貨。

### バハラームの統治
590年夏、バハラームは「もともと羊飼いだったサーサーン朝の初代皇帝アルダシール1世はアルサケス朝の王位を簒奪し即位した」として、「アルサケス朝の正式な後継者であり、アルサケス朝の支配を復活する」との名目の下、シャーハンシャーに即位した。貴族によって皇帝が暗殺されることは何度かあったが、貴族による王位の簒奪は初めてである。
バハラームは自身の支配を強調するために、硬貨の鋳造を始めた。バハラームの硬貨は、表面にバハラームが髭を生やし、冠を着けた高貴な人物として描かれている。また、裏面には二人の従者とともに伝統的な火の祭壇が描かれている。バハラーム統治下では寛容的な宗教政策が行われた。対して、ホスロー2世は人頭税を半減し、拝火神殿に寄進することでゾロアスター神官たちの歓心を買い、バハラームは彼らからの支持を失った。サーサーン朝貴族は本来は同格であるはずのバハラームに臣従することを良しとせず、大多数は経験不足で優位性に欠けるホスロー2世の陣営についた。また、騎士の作法に則るバハラームはホスロー2世の支持者たちの国外逃亡を許した。その中にはバハラームが捕虜として捕らえ丁重に扱っていたヴィンドゥーヤも含まれている。これらバハラームの騎士道精神はバハラームにとって不利に働いた。

### ホスローの逆侵攻と復位
東ローマ皇帝マウリキウス（在位：582年〜602年）の関心を得るため、ホスローはシリアへ出向き、サーサーン朝が占領していた旧東ローマ帝国領マルティロポリスに対して、東ローマ帝国に対する抵抗運動をやめるよう書状を送ったが、効果はなかった。ホスローは皇帝マウリキウスに、自身の復位への協力を呼びかけた。「暗黒の勢力がサーサーン朝を占領したら、次は東ローマ帝国の番でしょう」と救援の要請を示唆する文面が残されている。マウリキウスとローマ帝国元老院は、「東ローマ帝国へアミダ、カルラエ、ダラ、マルティロポリスなどコーカサス地方の割譲、サーサーン朝のイベリアやアルメニアへの介入の禁止、ホスロー2世はマウリキウスの娘マリアを娶る」といった厳しい条件で合意した。

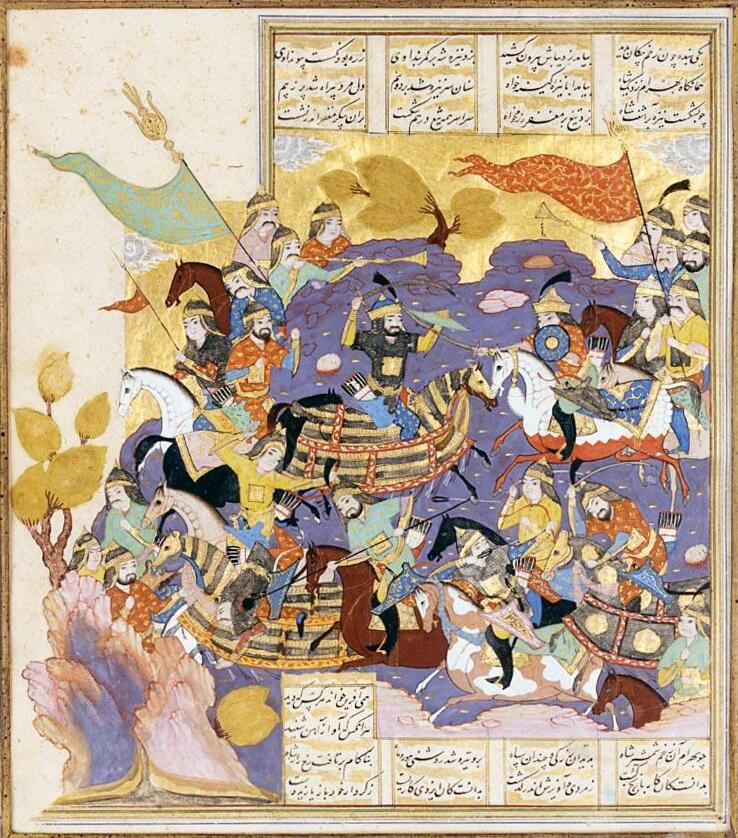
バハラーム6世とホスロー2世の戦い

591年、ホスロー2世はコンスタンティアに移動し、サーサーン朝への逆侵攻に向け準備し始めた。また、ヴィスタムとヴィンドゥーヤもJohn Mystaconの監視下で、アゼルバイジャンで募兵した。John Mystaconは東ローマ帝国指揮官で、ホスロー2世の逆侵攻では、アルメニア一帯の軍を率いることとなる。そしてついに、591年1月、ホスローは東ローマ帝国南部軍司令官コメンティオルスとともにサーサーン朝領のメソポタミアに侵攻した。この援軍は4万もの大軍であった。侵攻中、ニシビスとマルティロポリスは即座にホスロー側に寝返り、バハラーム陣営の将軍Zatsparhamは敗死し、 BryzaciusはMosil（現在のモースル）で捕虜となり、鼻と耳を削ぎ落とされた上で、ホスローのもとに送られ処刑された。この間、コメンティオルスが無礼であると感じていたホスロー2世は、軍司令官をナルセスに交代させるようにマウリキウスを説得した。その後、ホスローとナルセスはサーサーン朝領の奥深くまで侵攻し、2月にはダラ、次いでマルディンを占領すると、ホスローは復位を宣言した。さらにホスローのイラン人支持者Mahbodhをクテシフォンに送り、帝都の奪還に成功した。

東ローマ帝国とサーサーン朝の勢力圏。591年にホスロー2世がバハラームに勝利した際に確定した国境線も含まれている。

同時に、ヴィスタム指揮下の8000のイラン兵とムッシェグ2世・マミコニアン指揮下のアルメニア兵12000もアゼルバイジャンに侵攻してきた。バハラームはアルメニア軍を離反させるために、ムッシェグ2世に対して書状を送った。「時を誤った忠誠心を示すアルメニア人諸君よ、サーサーン家は貴方がたの土地と主権を破壊したではないか。そうでなければ、なぜアルメニア人の先祖たちはサーサーン家に反乱を起こし、サーサーン朝の支配から抜け出し、今日まで祖国アルメニアのために戦ってきたのか。」という内容だった。バハラームの書状では、もしアルメニアがホスローを裏切りバハラーム側に与したら、バハラームの帝国とアルメニアは対等なパートナーとして扱うことを保証している。しかし、ムッシェグ2世はこの申し出を断った。
591年夏、ホスロー2世はアルメニア軍、ヴィスタム・ヴィンドゥーヤ軍と合流し、6万の軍勢に膨れ上がった。バハラームはこの2軍の合流を防ごうと少ない軍を引き連れてクテシフォンを発ったが、合流に間に合わなかった。両軍はペルシア北西部のブララトン川沿いの平原で戦った。バハラーム軍は、数で圧倒的に劣勢だったものの奮戦し、3日間に渡って戦いは続いた。3日目の夕暮れには、ヴィンドゥーヤがバハラーム軍の兵士に対して身の安全を保証したためにその多くが脱走した。この戦いはホスロー2世が勝利し、サーサーン朝における優位が確定した。

## 亡命とその死
ブララトンの戦いで敗北したバハラームは、4000人の兵士とともに東方へ逃亡した。ニーシャープールへ進軍し、クーミスでカーレーン家の貴族率いる軍隊とバハラーム迎撃軍を破った。逃避行には苦難が絶えなかったが、遂に突厥の勢力圏フェルガナに到着した。バハラームは突厥の可汗に丁重に饗された。このときの可汗はおそらく、数年前にバハラームが捕虜にしたBirmudhaである。バハラームは突厥でも軍の指揮官の職を得て、さらに功績を挙げている
。とりわけ可汗の兄弟であるByghu（おそらく大臣職に相当するヤブグの誤訳である）の陰謀を防ぎ、可汗を救ったことは、彼の突厥における人気を高めた。しかしホスロー2世は、突厥でも人気を持つバハラームが生きていることで自身の地位を脅かされると考え、刺客を放ちバハラームを暗殺した。この暗殺の成功の裏では、ホスローが突厥の女王や皇族に賄賂を贈っていたと伝わっている
。遺されたバハラーム支持者の大多数は北部イランに戻り、ヴィスタムの反乱に参加している。

## 遺族の運命
バハラームの死後、妹でかつ妻であったゴルディヤは、ホラーサーンに渡り、ヴィスタムに嫁いだ。ヴィスタムものちにホスロー2世に対して反乱を起こしており、「アルサケス朝の復興」を大義名分に掲げた点も共通している。ヴィスタムの反乱にはバハラーム6世の弟マルダーン・スィーナーや息子シャープール、臣下たちも加わった。一説によれば、ゴルデュィヤはホスロー2世から結婚の約束を持ちかけられ、ヴィスタムを暗殺したという。その後はホスロー2世と結婚した。
バハラームには3人の息子がいた。長男シャープールはサーサーン朝への反乱を続け、前述の通りヴィスタムの反乱にも協力している。ヴィスタムの反乱が鎮圧されると、シャープールは捕縛され処刑された。ホスロー2世は、ヴィスタムの首級をシャープールに括り付けた上で、シャープールをクテシフォンの大通りで引廻しにして、直後に処刑されている。次男ミフラーンは、イスラーム教徒のペルシア征服が進む中、633年アイン・アル・タムルの戦いにサーサーン朝の将軍として参戦している。その息子スィヤーヴァフシュ（Siyavakhsh）はレイを支配していた。バハラームの反乱の鎮圧に貢献したヴィンドゥーヤに対する報復として、元女帝アーザルミードゥフトと協力し、その息子ファッルフ・ホルミズド（アーザルミードゥフトから王位を簒奪し、ホルミズド5世として即位していた）を処刑した。末子のノーシュラドは、サーマーン朝の祖先とされている。ミフラーン家の子孫という肩書きは、トランスオクサシナやホラーサーン地方などのイラン東北部における支配の正当性を与えた。

## 死後の影響
バハラームの生涯とその勇姿が文学作品に描かれた。例えばパフラヴィー語（中期ペルシア語）文学「バハラーム・チョービン・ナーマ 」（pal:ヴァフラーム・チョービーン・ナーマグ、"バハラーム・チョービンの書"）では理想的な騎士としてバハラーム6世を描いている。バハラーム・チョービン・ナーマはJabalah bin Sālimによって翻訳され、後世ではホスロー2世賛美の記述も付け加えられていた。原本は失われたが、ディーナワリーやフィルドゥシー、アブー・アリー・バルアミーの著作に影響を与えている。ペルシア文学に登場する様々な英雄のように、バハラーム6世（バハラーム・チョービン）についても様々な伝説が語り継がれている。11世紀のフィルドウゥシーによる著作「シャー・ナーメ」の第8巻は、「ホスロー1世の息子、ホルミズド4世」と「ホスロー・パルヴィーズ（ホスロー2世）」に関する章であるが、ホルミズド4世やホスロー2世の記述と同程度、バハラーム6世に関しても記述している。イブン・ナディームは彼の著作（図書目録）「フィフリスト」で、バハラームは弓術の指南書を書いたことを記録している。シャー・ナーメの成立背景にあるように、イスラーム支配下において、イランの民族意識高揚を目指した民族主義者たちの間で人気が高かったことを示している。また、政治的救世主としてのバハラーム6世の描写は、アッバース朝革命で活躍した将軍アブー・ムスリムの描写に影響を与えている。
サーサーン朝の滅亡後、現在のイラン地方はアラブ人の支配下に入ったが、9世紀にはサーマーン朝が独立した。このサーマーン朝はバハラームの子孫が建国した。

## 家系図
|  |  |                                  |                                  |                                  |                                  |                                  |                                  |  |  |  |  |  |  |  |  |  |  |  |  |                                           |              |              |              |              |              |                        |                        |                        |                        |                        |                        |  |  |                       |                       |                                  |                       |                       |                       |            |            |            |            |              |              |              |              |              |              |  |  |  |  |  |  |  |  |  |  |  |  |  |  |  |  |  |  |  |  |  |  |  |  |
|  |  |                                  |                                  |                                  |                                  |                                  |                                  |  |  |  |  |  |  |  |  |  |  |  |  | ゴーローン・ミフラーン                    |              |              |              |              |              |                        |                        |                        |                        |                        |                        |  |  |                       |                       |                                  |                       |                       |                       |            |            |            |            |              |              |              |              |              |              |  |  |  |  |  |  |  |  |  |  |  |  |  |  |  |  |  |  |  |  |  |  |  |  |
|  |  |                                  |                                  |                                  |                                  |                                  |                                  |  |  |  |  |  |  |  |  |  |  |  |  |                                           |              |              |              |              |              |                        |                        |                        |                        |                        |                        |  |  |                       |                       |                                  |                       |                       |                       |            |            |            |            |              |              |              |              |              |              |  |  |  |  |  |  |  |  |  |  |  |  |  |  |  |  |  |  |  |  |  |  |  |  |
|  |  |                                  |                                  |                                  |                                  |                                  |                                  |  |  |  |  |  |  |  |  |  |  |  |  | バフラーム・グシュナスプ                  |              |              |              |              |              |                        |                        |                        |                        |                        |                        |  |  |                       |                       |                                  |                       |                       |                       |            |            |            |            |              |              |              |              |              |              |  |  |  |  |  |  |  |  |  |  |  |  |  |  |  |  |  |  |  |  |  |  |  |  |
|  |  |                                  |                                  |                                  |                                  |                                  |                                  |  |  |  |  |  |  |  |  |  |  |  |  |                                           |              |              |              |              |              |                        |                        |                        |                        |                        |                        |  |  |                       |                       |                                  |                       |                       |                       |            |            |            |            |              |              |              |              |              |              |  |  |  |  |  |  |  |  |  |  |  |  |  |  |  |  |  |  |  |  |  |  |  |  |
|  |  |                                  |                                  |                                  |                                  |                                  |                                  |  |  |  |  |  |  |  |  |  |  |  |  |                                           |              |              |              |              |              |                        |                        |                        |                        |                        |                        |  |  |                       |                       |                                  |                       |                       |                       |            |            |            |            |              |              |              |              |              |              |  |  |  |  |  |  |  |  |  |  |  |  |  |  |  |  |  |  |  |  |  |  |  |  |
|  |  |                                  |                                  |                                  |                                  |                                  |                                  |  |  |  |  |  |  |  |  |  |  |  |  |                                           |              |              |              |              |              |                        |                        |                        |                        |                        |                        |  |  |                       |                       |                                  |                       |                       |                       |            |            |            |            |              |              |              |              |              |              |  |  |  |  |  |  |  |  |  |  |  |  |  |  |  |  |  |  |  |  |  |  |  |  |
|  |  |                                  |                                  |                                  |                                  |                                  |                                  |  |  |  |  |  |  |  |  |  |  |  |  |                                           |              |              |              |              |              |                        |                        |                        |                        |                        |                        |  |  |                       |                       |                                  |                       |                       |                       |            |            |            |            |              |              |              |              |              |              |  |  |  |  |  |  |  |  |  |  |  |  |  |  |  |  |  |  |  |  |  |  |  |  |
|  |  | マルダンスィーナー（Mardansina） | マルダンスィーナー（Mardansina） | マルダンスィーナー（Mardansina） | マルダンスィーナー（Mardansina） | マルダンスィーナー（Mardansina） | マルダンスィーナー（Mardansina） |  |  |  |  |  |  |  |  |  |  |  |  |                                           |              |              |              |              |              | バハラーム・チョービン | バハラーム・チョービン | バハラーム・チョービン | バハラーム・チョービン | バハラーム・チョービン | バハラーム・チョービン |  |  | ゴルデュヤ（Gorduya） | ゴルデュヤ（Gorduya） | ゴルデュヤ（Gorduya）            | ゴルデュヤ（Gorduya） | ゴルデュヤ（Gorduya） | ゴルデュヤ（Gorduya） |            |            | ゴルディヤ | ゴルディヤ | ゴルディヤ   | ゴルディヤ   | ゴルディヤ   | ゴルディヤ   |              |              |  |  |  |  |  |  |  |  |  |  |  |  |  |  |  |  |  |  |  |  |  |  |  |  |
|  |  | マルダンスィーナー（Mardansina） | マルダンスィーナー（Mardansina） | マルダンスィーナー（Mardansina） | マルダンスィーナー（Mardansina） | マルダンスィーナー（Mardansina） | マルダンスィーナー（Mardansina） |  |  |  |  |  |  |  |  |  |  |  |  |                                           |              |              |              |              |              | バハラーム・チョービン | バハラーム・チョービン | バハラーム・チョービン | バハラーム・チョービン | バハラーム・チョービン | バハラーム・チョービン |  |  | ゴルデュヤ（Gorduya） | ゴルデュヤ（Gorduya） | ゴルデュヤ（Gorduya）            | ゴルデュヤ（Gorduya） | ゴルデュヤ（Gorduya） | ゴルデュヤ（Gorduya） |            |            | ゴルディヤ | ゴルディヤ | ゴルディヤ   | ゴルディヤ   | ゴルディヤ   | ゴルディヤ   |              |              |  |  |  |  |  |  |  |  |  |  |  |  |  |  |  |  |  |  |  |  |  |  |  |  |
|  |  |                                  |                                  |                                  |                                  |                                  |                                  |  |  |  |  |  |  |  |  |  |  |  |  |                                           |              |              |              |              |              |                        |                        |                        |                        |                        |                        |  |  |                       |                       |                                  |                       |                       |                       |            |            |            |            |              |              |              |              |              |              |  |  |  |  |  |  |  |  |  |  |  |  |  |  |  |  |  |  |  |  |  |  |  |  |
|  |  |                                  |                                  |                                  |                                  |                                  |                                  |  |  |  |  |  |  |  |  |  |  |  |  |                                           |              |              |              |              |              |                        |                        |                        |                        |                        |                        |  |  |                       |                       |                                  |                       |                       |                       |            |            |            |            |              |              |              |              |              |              |  |  |  |  |  |  |  |  |  |  |  |  |  |  |  |  |  |  |  |  |  |  |  |  |
|  |  |                                  |                                  |                                  |                                  |                                  |                                  |  |  |  |  |  |  |  |  |  |  |  |  | ノーシュラド                              | ノーシュラド | ノーシュラド | ノーシュラド | ノーシュラド | ノーシュラド |                        |                        |                        |                        |                        |                        |  |  |                       |                       | ミフラーン                       | ミフラーン            | ミフラーン            | ミフラーン            | ミフラーン | ミフラーン |            |            | シャープール | シャープール | シャープール | シャープール | シャープール | シャープール |  |  |  |  |  |  |  |  |  |  |  |  |  |  |  |  |  |  |  |  |  |  |  |  |
|  |  |                                  |                                  |                                  |                                  |                                  |                                  |  |  |  |  |  |  |  |  |  |  |  |  | ノーシュラド                              | ノーシュラド | ノーシュラド | ノーシュラド | ノーシュラド | ノーシュラド |                        |                        |                        |                        |                        |                        |  |  |                       |                       | ミフラーン                       | ミフラーン            | ミフラーン            | ミフラーン            | ミフラーン | ミフラーン |            |            | シャープール | シャープール | シャープール | シャープール | シャープール | シャープール |  |  |  |  |  |  |  |  |  |  |  |  |  |  |  |  |  |  |  |  |  |  |  |  |
|  |  |                                  |                                  |                                  |                                  |                                  |                                  |  |  |  |  |  |  |  |  |  |  |  |  |                                           |              |              |              |              |              |                        |                        |                        |                        |                        |                        |  |  |                       |                       | スィヤーヴァフシュ（Siyavakhsh） |                       |                       |                       |            |            |            |            |              |              |              |              |              |              |  |  |  |  |  |  |  |  |  |  |  |  |  |  |  |  |  |  |  |  |  |  |  |  |
|  |  |                                  |                                  |                                  |                                  |                                  |                                  |  |  |  |  |  |  |  |  |  |  |  |  | Toghmath                                  |              |              |              |              |              |                        |                        |                        |                        |                        |                        |  |  |                       |                       |                                  |                       |                       |                       |            |            |            |            |              |              |              |              |              |              |  |  |  |  |  |  |  |  |  |  |  |  |  |  |  |  |  |  |  |  |  |  |  |  |
|  |  |                                  |                                  |                                  |                                  |                                  |                                  |  |  |  |  |  |  |  |  |  |  |  |  |                                           |              |              |              |              |              |                        |                        |                        |                        |                        |                        |  |  |                       |                       |                                  |                       |                       |                       |            |            |            |            |              |              |              |              |              |              |  |  |  |  |  |  |  |  |  |  |  |  |  |  |  |  |  |  |  |  |  |  |  |  |
|  |  |                                  |                                  |                                  |                                  |                                  |                                  |  |  |  |  |  |  |  |  |  |  |  |  | Jotman                                    |              |              |              |              |              |                        |                        |                        |                        |                        |                        |  |  |                       |                       |                                  |                       |                       |                       |            |            |            |            |              |              |              |              |              |              |  |  |  |  |  |  |  |  |  |  |  |  |  |  |  |  |  |  |  |  |  |  |  |  |
|  |  |                                  |                                  |                                  |                                  |                                  |                                  |  |  |  |  |  |  |  |  |  |  |  |  |                                           |              |              |              |              |              |                        |                        |                        |                        |                        |                        |  |  |                       |                       |                                  |                       |                       |                       |            |            |            |            |              |              |              |              |              |              |  |  |  |  |  |  |  |  |  |  |  |  |  |  |  |  |  |  |  |  |  |  |  |  |
|  |  |                                  |                                  |                                  |                                  |                                  |                                  |  |  |  |  |  |  |  |  |  |  |  |  | サーマーン・フダー （サーマーン朝の祖先） |              |              |              |              |              |                        |                        |                        |                        |                        |                        |  |  |                       |                       |                                  |                       |                       |                       |            |            |            |            |              |              |              |              |              |              |  |  |  |  |  |  |  |  |  |  |  |  |  |  |  |  |  |  |  |  |  |  |  |  |